# Rhytidoponera fuliginosa
Rhytidoponera fuliginosa é uma espécie de formiga do gênero Rhytidoponera.